# Macedonio Lirio León
 Macedonio Lirio León (Recuayhuanca, 14 de marzo de 1952 - Marcará, 17 de enero de 1993) fue un líder campesino peruano, quien condujo el Paro Agrario en 1987.

## Biografía

### Infancia
Se educó en el pueblo de Recuayhuanca, Provincia de Carhuaz, Departamento de Áncash. Se dedicó a la agricultura y empezó a interesarse en la defensa de los campesinos a temprana edad desde los años 70 durante el régimen militar de Francisco Morales Bermúdez y Fernando Belaúnde Terry.

### Rebelión
Durante la década de los 70, luchó por la creación de la Universidad Nacional de Huaraz (hoy UNASAM). En la época de la dictadura de Francisco Morales Bermúdez (1975-1980), luchó a favor de los derechos de los campesinos. Supo "liderar al campesinado ancashino a través de la FADA (Federación Agraria Departamental de Ancash) que dirigió durante muchos años".

### Ideología
Macedonio Lirio, dirigente de la Confederación Nacional de Campesinos, región Ancash, describe la actitud de nuestros gobernantes así: “Esos traidores miserables, con las migajas de los mishtis gringos se humillan como las mansas palomas, pero sí son soberbios y valientes con nuestros hermanos del campo.

### Asesinato
Justamente cuando pegaba sus afiches en los muros del distrito de Marcará, fue abatido de un disparo, muriendo sin la atención inmediata. De acuerdo a su hija, Nancy Lirio, su muerte no ha encontrado culpables.  También subsiste la versión que Macedonio Lirio fue asesinado por la dictadura cívico militar de Alberto Fujimori.